# Невроотология
Невроотология — наука о нервных заболеваниях, которые обусловлены расстройствами работы вестибулярного аппарата. Правильная координация движений оказывается особенно актуальной для пилотов, десантников, моряков. Разработан большой набор фармакологических препаратов для лечения вестибулярного органа и методики его диагностирования, важнейшей из которых является методика вызванных потенциалов. В начале ХХ ст., австрийский учёный Роберт Барани, тестируя больного в кресле, которое может вращаться, вливая во внешний слуховой проход больного небольшое количество холодной воды, в первый раз описал нистагм (бег глаз), который до сих пор считается одной из наиболее диагностически значимых реакций в клинике вестибулярной патологии. За свои труды, в 1915 году, учёный был удостоен Нобелевской премии.